# Métropole orthodoxe de Tripoli (Libye)
La Métropole orthodoxe de Tripoli (Ιερά Μητρόπολη Τριπόλεως) est une juridiction du Patriarcat orthodoxe d'Alexandrie en Libye. Elle a son siège est à Tripoli. Son territoire comprend la Libye et une petite partie de l'Égypte autour de Marsa Matrouh.
Son métropolite actuel est Mgr Théophylacte (né Konstantinos Tzoumerkas).

## Histoire
La Métropole de Tripoli fut établie par un décret synodal et patriarcal en 1866. En 1959, elle fut réunie à la Métropole de Carthage. Elle en a été à nouveau dissociée et elle a été réorganisée par un décret synodal et patriarcal le 27 octobre 2004. 